# اکس‌ئی
اکس‌ئی (انگلیسی: XE.com) شرکت خدمات مالی کانادایی است، که در سال ۱۹۹۳ تأسیس شد.